# Mill Records
Mill Records är ett svenskt skivbolag bildat 1982 av Hans Larsson och Owe Midner. 1983 köpte bolaget SweDisc, ett äldre skivbolag grundat av Sture Wahlberg och Roland Ferneborg samt verksamt 1963-1968. I detta bolags katalog ingick bland annat gruppen Spotnicks.
Mill Records övertog senare även märket Rival, tidigare ägt av Owe Midner och Åke Söhr. Bland kända artister på Rival märks Louise Hoffsten.
Mill Records har bland annat givit ut åtskilliga skivor med dansbandsmusik samt humor- och underhållningsskivor med bland annat Kalle Sändare, Peter Flack och Sven Melander.